# Земя за лично ползване
Земята за лично ползване е вид поземлен имот при комунистическия режим в България.
Със завършването на колективизацията през 50-те години всички земеделски земи в страната са включени в квазидържавните Трудови кооперативни земеделски стопанства (ТКЗС) или са пряко национализирани. Това предизвиква срив в селскостопанското производство, а на места и трудности с изхранването на селското население, поради което режимът разрешава на членовете на ТКЗС да се върнат част от земите, за да могат да ги обработват самостоятелно. Размерът на тези земи е ограничен (през по-голямата част от съществуването на този режим до 5 декара на домакинство) и те често се раздават произволно по преценка на местните функционери, но практиката получава масово разпространение.
При цялото си съществуване частно обработваните земи за лично ползване имат многократно по-голяма производителност от колективизираните. По официални данни от 50-те години те съставляват 9 – 11% от всички земи в ТКЗС, но дават около една четвърт от производството и две трети от животновъдната продукция. През 80-те години те са 5 – 10 % от обработваемата земя и произвеждат над 40% от плодовете и зеленчуците в страната.
Някои автори отбелязват сходството на земята за лично ползване с предмодерни форми, като отпусканата на ратаите в чифлиците земя за лично обработване – параспур.